# 标准收藏
標準收藏（The Criterion Collection，簡稱CC）是美國的一家私人公司，專門發行“重要的傑作及當代電影”的“權威”版本。一開始發行鐳射影碟，後來發行DVD及藍光光碟。

## 簡介
标准公司成立于1984年，由杰纳斯影业和航海者公司合资创立。
1983年，雅努斯与标准DVD公司合作，从开始已目标明确：以最严谨的数码科技及制造标准，把在世界影史上举足轻重的作品，以最接近导演及制作人的构想，来重现影片的本来面貌，再度重新发行影碟及DVD。
能够以Criterion Collection的品牌推出的影片，大都是对世界影坛有着深远影响，或曾经引起极大回响/风波的电影作品。有些DVD发行商爱以明星的大名来推出DVD作品集，然而Criterion Collection却是以电影的作者——导演为本，Criterion Collection曾经推出的DVD作品，都是各具特色的名家，像高達、費里尼、安東尼奥尼、希區考克、庫柏力克、黑澤明等。除了这些殿堂级大师的作品外，Criterion Collection不时也会推出较为受欢迎的现代导演作品，包括泰瑞·吉連、強纳森·德米、保罗·范赫文、吴宇森及王家卫等。
与导演紧密合作 ：要达到成为“导演肚子里的一条虫”的境界，从而制作出最接近原意的顶级DVD收藏品，Criterion Collection尽了一切能耐，诚邀导演及制作人合作，推出“Director Approved”的导演原版，即使导演已经不在人间，也找来大量有关电影的文字及影像资料，都是研究电影人士或影评人的一些有深度的文章，并不只限于一般表面化的制作特辑。一些外语片的英文字幕，翻译也十分严谨。
Criterion Collection的出品是收藏价值、传统亦是最具美感的DVD产品。对于收藏家来说十分重要，就是有好些Criterion Collection的影片都是限量发行，在目录小册子内印有“Out of Print”的便是已经停产的Criterion Collection影碟。所以一经Criterion Collection推出的都是很好的版本，同一电影从不会在Criterion Collection的品牌下再版，因此Criterion Collection成为了制作水平与价格较为稳定的DVD出版商。